# Larinia assimilis
Larinia assimilis är en spindelart som beskrevs av Albert Tullgren 1910. Larinia assimilis ingår i släktet Larinia och familjen hjulspindlar. Inga underarter finns listade i Catalogue of Life.